# Margaretha (Westerdeichstrich)
Die Windmühle Margaretha ist wesentlicher Teil einer Hofanlage in Westerdeichstrich, Dithmarschen. Unter der Objekt-ID 2365 steht sie auf der Liste der Kulturdenkmale in Westerdeichstrich.

## Lage
Die Windmühle steht nördlich von Büsum in der Gemeinde Westerdeichstrich mitten in der Marsch. Etwa einen Kilometer südlich verläuft die B 203, etwa zwei Kilometer südlich liegt der Flugplatz Büsum. Büsum ist rund vier Kilometer entfernt.

## Geschichte
Es ist unklar, wann die erste Mühle in Westerdeichstrich stand. Erstmals wurde im Jahr 1710 eine Mühle in offiziellen Verzeichnissen erwähnt. Sie wurde jedoch 1794 von den Besitzern abgebrochen, um sie durch eine Graupenwindmühle zu ersetzen. Diese Mühle wurde 1842 bei einem Großbrand zerstört. Im gleichen Jahr entstand als Ersatz die „Margaretha“.
Historischen Aufnahmen zufolge besaß die Mühle wohl bis 1907 ein Reetdach, dann wurde es durch eine Zinkbedachung ersetzt. Seinerzeit wich der Steert einer Windrose. 1908 bis 1912 entstanden mehrere Anbauten für Lagerzwecke, Kohlen und Maschinen. 
Zwischen den Weltkriegen ereigneten sich zwei Personenunfälle: 1923 geriet der Eigentümer mit einem Bein, 1927 ein Geselle mit seiner Kleidung in das Getriebe. Beide Männer überstanden jedoch ihr Missgeschick. 
Beschädigungen führten in den 1950er oder 1960er Jahren zur Betriebseinstellung. 1962 wurden zwei Flügel durch die der abgetragenen Neuenwischer Mühle ersetzt, der Windbetrieb jedoch nicht wieder aufgenommen.
Der letzte Müller vom Deichstrich, Johannes Glöer, starb 1969 mit fast 90 Jahren. Drei Jahre später gestaltete seine Familie Wohnhaus und Mühle zu einem Hotel mit Restaurant um. 
Die Windmühle dient bis heute als Restaurant und Hotel.